# Справедливость и свобода
Справедливость и свобода (итал. Giustizia e Libertà) — итальянское антифашистское движение, действовавшее в 1929—1945 годах и выступавшее против Национальной фашистской партии Италии. На его основе в 1942 году была создана либерально-социалистическая Партия действия, партизанские бригады которой принимали активное участие в итальянском Движении сопротивления. Основателем движения является леволиберальный политический деятель Карло Росселли; также в руководстве движения были будущий премьер-министр Италии Ферруччо Парри и будущий президент Италии Сандро Пертини.

## Деятельность до 1940 года
«Справедливость и свобода» были основаны в 1929 году представителями итальянской эмиграции, деятелями буржуазных и мелкобуржуазных кругов — из эмигрантов были Карло Росселли, Эмилио Луссу, Альберто Таркьяни и Альберто Чанка; в самой Италии основателями движения были Риккардо Бауэр и Эрнесто Росси. Девиз движения — «Восстань! Возродись!» (итал. Insorgere! Risorgere!) — был предложен Луссу, под которым и велась вся пропаганда и антифашистская агитация. Ячейками движения в самой Италии руководили Карло Леви и Леоне Гинзбург. «Справедливость и свобода» выступала за осуществление открытого вооружённого восстания против Национальной фашистской партии, а также выступала за казнь Бенито Муссолини как преступника и узурпатора власти. В 1930-е годы были разработаны несколько планов покушения на Муссолини, в том числе и намерения сбросить с самолёта бомбу на Пьяцца Венеция.
На силу движения негативно влияли многочисленные аресты и суды, организованные итальянскими фашистами. В 1931 году «Справедливость и свобода» вступила в Итальянскую антифашистскую концентрацию, а в 1931 году разработала свою политическую программу. На политические и социальные установки движения повлияла идеология Пьеро Гобетти. В частности, движение выступало за установление республики, передачу ключевых позиций в промышленности общественному управлению, административную реформу (децентрализацию и создание областных автономий), отделение церкви от государства и восстановление института многопартийности с построением нового общества на социал-демократической основе. Движение издавало собственный журнал, над которым работал Луиджи Сальваторелли. «Справедливость и свобода» открыто открещивалась от связей с Итальянской коммунистической партией, хотя во время гражданской войны в Испании всё же сотрудничала с коммунистами.
Карло Росселли и Камилло Бернери участвовали в создании отряда добровольцев, где служили анархисты, либералы, социалисты и коммунисты — этот отряд сражался на Арагонском фронте, отметившись победой над путчистами в битве при Монте-Пеладо, и популяризовал слоган «Сегодня в Испании, а завтра в Италии» (итал. Oggi in Spagna, domani in Italia). В 1937 году во время «чисток» и расправ над анархистами в Барселоне был убит Бернери, а после краха Второй Испанской Республики партизаны бежали во Францию. Несколько лидеров движения — Альдо Гароши, Альберто Таркьяни и Альберто Чанка — бежали в США, где создали своё антифашистское Общество Маццини, боровшееся за установление после окончания войны либерально-демократического строя в стране. В 1943 году они прибыли в Великобританию, откуда по радио вели антифашистскую и антимонархистскую пропаганду в Италии.

## Бригады Партии действия
«Справедливость и свобода» де-факто развалились в 1940 году после захвата Франции немцами. Его члены были рассеяны, но объединились в Партию действия, которая действовала с 1943 года после капитуляции Италии во время национально-освободительной войны. Партизанские бригады партии назывались военизированным крылом «Справедливости и свободы».
После акта о капитуляции Италии, подписанного 8 сентября 1943 года, и образования прогитлеровской Итальянской Социальной Республики, начали образовываться бригады «Справедливости и свободы». Их обучали и снабжали военные стран западных союзников, что не всегда было доступно итальянским партизанам. Одним из наиболее известных партизанских командиров был Ферруччо «Маурицио» Парри, который представлял Партию действия в Военном комитете при Национально-освободительном комитете Северной Италии.
Центрами партизанской деятельности «Справедливости и свободы» были Турин, Флоренция и Милан, где ячейками партизан руководили Уго Ла Мальфа, Ферруччо Парри и Адольфо Тино. Парри был арестован в Милане и передан немцам, но позже был освобождён в обмен на высокопоставленных немцев, захваченных в плен партизанами. Парри участвовал в заключительной стадии антифашистской партизанской борьбы в Милане. Из других деятелей бригад «Справедливости и свободы» известен писатель Примо Леви, чей отряд воевал в долине Аосты: в 1943 году Леви был схвачен итальянцами, передан немцам и депортирован в Освенцим, откуда его освободили советские солдаты в 1945 году.
Бригады «Справедливости и свободы» рассматривались как профессиональные итальянские воинские формирования, в которых несли службу представители всех классов. За 20 месяцев боевых действий бригады потеряли 4500 человек убитыми, среди которых большую часть составляли члены командного состава бригад.